# Racionalismo econômico
A teoria económica predominante postula a hipótese da racionalidade económica, que corresponde ao homo economicus.
Segundo esta hipótese, os indivíduos procuram satisfazer as suas necessidades da forma racionalmente perfeita. O alcance da hipótese é um pouco mais vasto do que a simples satisfação das necessidades, ela implica que os indivíduos são capazes de classificar as suas escolhas por ordem de preferência, privilegiando as com o menor custo de oportunidade associado. Suspender sanções econômicas pode ser um dos sinais de racionalidade na economia também e para o Mundo ocidental a racionalidade econômica precede o nacionalismo. Ela pode ser também moralmente problemática apesar do fato de que o fim dela pode ser o começo da obsolescência da guerra como arma política.
Convém, acrescentar, que racionalidade económica é uma forma utópica de realização, pois conceitos éticos influenciam a vida das pessoas, constantemente.[carece de fontes?]